# Ráji csata (2016. augusztus)
A ráji csata 2016 augusztusban a Szabad Szíriai Hadsereg és az Iraki és Levantei Iszlám Állam között lefolyt csata volt a szír-török határon Aleppó kormányzóságban fekvő Ráj város ellenőrzéséért, melyet végül az FSA sikeresen megszerzett.

## Előzmények
2016. április 8-án a Hawar Kilis Műveleti Csoport felkelői elfoglalták al-Rájt és több mint egy tucat egyéb falut, de a három nappal későbbi ISIL-ellentámadás hatására kivonultak innét. Így az ISIL szinte az összes, előzőleg elveszített falut visszafoglalta. A felkelők júniusban is elfoglalták pár órára a várost, mielőtt ki nem űzték őket onnan.

## A csata
2016. augusztus 15-én heves tüzérségi harcban a felkelők nekiálltak Ráj gabonasilójának elfoglalásához, melynek végén több más állás mellett ezt is bevették. Másnap azonban kénytelenek voltak kivonulni, mert az ISIOL északról ellentámadást indított, és mindent megszereztek, amit korábban elvesztettek. Az offenzívát taposóaknák is lassították.
Augusztus 17-én a felkelők egy újabb támadást indítottak, mikor az ISIL állásait rakétákkal vették célba. Az első védelmi vonalat áttörték, és bejutottak a város területére. Az FSA az összecsapás alatt három autóbombát felrobbantott. A nap későbbi részében Rájt és a határátkelőt is megszerezte, majd a magukat megadó ISIL-harcosokat hadifogságba juttatták.
Aznap a csata folyamán a CJTF-OIR keretei között az USAF légi támogatást nyújtott a felkelőknek, mikor az ISIL több Ráj környékén összegyűlt csapatát támadta. A külvárosokban tovább folytak a harcok, mivel az ISIL áttette székhelyét a közeli Dudyan területére.
Mivel a felkelőknek kevés ideje volt a terület védelmének megerősítésére, augusztus 19-én az ISIL keletről egy gyors ellentámadást indított, és a gabonasilót valamint a közeli hegycsúcsokat visszafoglalta. A város ellen indított támadást azonban a felkelők visszaverték, és állításuk szerint az ISIL több mint 10 tagját megölték. Az FSA másnap a gabonasilót is visszafoglalta.

## Következmények
Augusztus 20-án számos felkelő és egy több mint 50, Rájban nehéz- és közepes tüzérséggel megpakolt katonai járművet csoportosítottak át Jarabulushoz a török határra, mert a török hadsereg ama város megtámadására készült.
Augusztus 27-28-án a felkelők, állításaik szerint Rájtól keletre három falut elfoglaltak. Azonban a hírek szerint az ISIL Rájt augusztus 27-én visszafoglalta. A jelentések szerint Ráj másnapra ismét a felkelők ellenőrzése alatt állt. Szeptember 4-re az FSA az összes területet visszafoglalta az ISIL-től a szír-török határ mentén.